# Jean-Guy Saint-Roch
Pour les articles homonymes, voir Saint-Roch (homonymie).
Jean-Guy Saint-Roch, né le 16 juin 1940 à Saint-Hyacinthe et mort le 6 novembre 2015 à Magog, est un dirigeant d'entreprise de l'industrie textile et homme politique québécois, député de Drummond à l'Assemblée nationale du Québec sous la bannière du Parti libéral du Québec des élections générales de 1985 aux élections générales de 1994, où il est défait en tant que candidat indépendant. De 1995 à 2002, il est maire du canton de Magog.

## Biographie

### Jeunesse et carrière avant la politique
Jean-Guy Saint-Roch naît le 16 juin 1940 à Saint-Hyacinthe, du mouleur Jean-Paul Saint-Roch et d'Yvonne Frégeault,. Il étudie en 1962 à l'Institut des textiles de Saint-Hyacinthe, puis perfectionne ses études aux universités Bishop's, à Lennoxville, Laval, à Québec, et York, à Toronto,.
Il est employé de la Dominion Textile à Magog à partir de 1962 et est directeur de production pour leur usine à Beauharnois de 1971 à 1976,. En 1970, il est élu au conseil municipal du canton de Magog et y reste pour un an et demi. Il devient directeur de la division des tissus de Celanese Canada en 1976, et en devient son directeur de la fabrication à l'usine de Drummondville-Coaticook en 1979. De 1982 à 1985, il est directeur marketing pour Celanese,. Il est aussi vice-président du Centre des dirigeants d'entreprises,.

### Débuts en politique provinciale
Saint-Roch est élu sous la bannière du Parti libéral dans la cirsconscription de Drummond lors des élections de 1985 en battant le député péquiste sortant Michel Clair. Du 11 février 1986 au 17 mai 1989, il est vice-président de la Commission de l'aménagement et des équipements,. Du 17 mai au 9 août, il est adjoint parlementaire du ministre du Travail Yves Séguin,. Il est réélu en septembre 1989 aux élections provinciales avec une marge d'avance de 5 000 voix sur le candidat péquiste Bernard Loiselle. Sa nomination comme candidat libéral avait été contestée par plusieurs libéraux locaux, due à sa victoire serrée dans la précédente élection,. Il promet à ses électeurs de terminer des projets d'importance régional comme l'Institut national du folklore et le Centre des technologies musicales du Cégep de Drummondville. Il continue d'être adjoint parlementaire du ministre du Travail Séguin, puis André Bourbeau et Normand Cherry,. Le 15 avril 1992, il est nommé adjoint parlementaire à la ministre des Affaires culturelles Liza Frulla,. Le 3 septembre de la même année, il démissionne de ses fonctions parlementaires et siège désormais comme député indépendant,. Sa démission est due à de nombreux désaccords avec le chef du parti Robert Bourassa, notamment avec l'échec de l'accord du lac Meech, qui voulait l'intération du Québec dans la Constitution canadienne de 1982. Il critique la position libérale sur le futur du Québec, mais ne se rallie pas non plus au souverainisme proposé par les Péquistes. Lorsqu'il siège comme indépendant, il se rallie aux idées Jean Allaire, connu pour son rapport publié après l'échec de l'accord en 1991, et de Mario Dumont, qui vont plus tard fonder l'Action démocratique du Québec,. Aux élections de 1994, il est défait par le candidat péquiste Normand Jutras.
Après sa défaite au provincial en 1994, Jean-Guy Saint-Roch devient entrepreneur forestier et immobilier, puis débute dans le domaine de la construction en 2004. Le 5 novembre 1995, il défait Rosaire Fillion, maire depuis 1987, et devient ainsi maire du canton de Magog,,. Saint-Roch est très actif au niveau municipal et régional, dans la MRC de Memphrémagog. Grand amateur d'art, il permet la fondation du Musée international d'art naïf de Magog et lance le projet pour la création de la réserve du marais de la Rivière aux Cerises. Il est réélu le 31 octobre 1999 face à Jean-Louis Le Cavalier. Il reste maire de sa réélection de 1999 jusqu'à l'intégration de la municipalité de canton de Magog à la ville de Magog avec la municipalité de village d'Omerville le 9 octobre 2002,,. Marc Poulin, maire de l'ancienne ville de Magog, devient maire de la nouvelle entité municipale lors des nouvelles élections qui suivent la fusion, Saint-Roch finissant deuxième. 

### Après la vie politique
À partir de 2003, il devient président de l'Agence de mise en valeur de la forêt privée de l'Estrie. Depuis 2007, il est aussi coprésident de la Commission régionale des ressources naturelles et du territoire. De 2008 à 2010, il est président de la fondation de la Bibliothèque Memphrémagog. 
Il meurt le 6 novembre 2015 à Magog, à l'âge de 75 ans et quatre mois. Le 13 novembre, la cérémonie funéraire a lieu a l'église Saint-Patrice de Magog.

## Résultats électoraux
| Suffrages exprimés | Suffrages exprimés  | Suffrages exprimés | 8 969     |             |  |  |
|                    |                     |                    |           |             |  |  |
|                    | Candidat            | Parti              | Suffrages | Pourcentage |  |  |
|                    | Marc Poulin         | IND                | 5 770     | 64,33 %     |  |  |
|                    | Jean-Guy Saint-Roch | IND                | 3 199     | 35,67 %     |  |  |

|                                                                                               | Nom                           | Parti               | Nombre de voix | %      | Maj.  |
| --------------------------------------------------------------------------------------------- | ----------------------------- | ------------------- | -------------- | ------ | ----- |
|                                                                                               | Normand Jutras                | Parti québécois     | 16 625         | 46,5 % | 4 766 |
|                                                                                               | Jacques Arel                  | Libéral             | 11 859         | 33,2 % | -     |
|                                                                                               | André Simoneau                | Action démocratique | 3 585          | 10 %   | -     |
|                                                                                               | Jean-Guy Saint-Roch (sortant) | Indépendant         | 3 355          | 9,4 %  | -     |
|                                                                                               | Grégoire Deguire              | Loi naturelle       | 296            | 0,8 %  | -     |
| Total                                                                                         | Total                         | Total               | 35 720         | 100 %  |       |
| Le taux de participation lors de l'élection était de 80,4 % et 850 bulletins ont été rejetés. |                               |                     |                |        |       |

|                                                                                               | Nom                           | Parti             | Nombre de voix | %      | Maj.  |
| --------------------------------------------------------------------------------------------- | ----------------------------- | ----------------- | -------------- | ------ | ----- |
|                                                                                               | Jean-Guy Saint-Roch (sortant) | Libéral           | 17 506         | 56,3 % | 4 994 |
|                                                                                               | Bernard Loiselle              | Parti québécois   | 12 512         | 40,2 % | -     |
|                                                                                               | Grégoire Beauchamp            | Crédit social uni | 607            | 2 %    | -     |
|                                                                                               | Diane Carrier                 | Parti 51          | 493            | 1,6 %  | -     |
| Total                                                                                         | Total                         | Total             | 31 118         | 100 %  |       |
| Le taux de participation lors de l'élection était de 77,4 % et 941 bulletins ont été rejetés. |                               |                   |                |        |       |

|                                                                                               | Nom                    | Parti                     | Nombre de voix | %      | Maj. |
| --------------------------------------------------------------------------------------------- | ---------------------- | ------------------------- | -------------- | ------ | ---- |
|                                                                                               | Jean-Guy Saint-Roch    | Libéral                   | 16 584         | 47,9 % | 102  |
|                                                                                               | Michel Clair (sortant) | Parti québécois           | 16 482         | 47,6 % | -    |
|                                                                                               | Pauline Fecteau        | Progressiste conservateur | 947            | 2,7 %  | -    |
|                                                                                               | Michel Parenteau       | NPD Québec                | 585            | 1,7 %  | -    |
| Total                                                                                         | Total                  | Total                     | 34 598         | 100 %  |      |
| Le taux de participation lors de l'élection était de 79,9 % et 391 bulletins ont été rejetés. |                        |                           |                |        |      |